# Борзна (річка)
Борзна́ — річка в Україні, ліва притока Дочі. Басейн Дніпра. Довжина 46 км. Площа водозбірного басейну 944 км². Похил 0,5 м/км. Долина коритоподібна, завширшки до 3 км. Заплава двобічна. Річище помірно звивисте.
Тече територією Борзнянського району Чернігівської області.

## Притоки
- Рудка, Оленівка (ліва); Борзенка, Дрока (права).

## Етимологія
Назва гідроніму Борзна ймовірно походить від слова «борзина́» — бистрина, яке має старослов'янське походження і значить «прудка, швидка [вода]». За іншим припущенням, Борзна — це пізніша форма первісного варіанту Ворзна/Варзна (від волзько-фінської (давньомордовської) основи *vur ‘ліс’: морд. v́́́́́íŕ < *vur ‘ліс’, саамс. vaerre ‘ліс’, фін. vuori ‘гора’), яка виникла внаслідок подальшого слов'янського переосмислення. Від назви річки згодом дістав своє ім'я і однойменний населений пункт.